# Otis Poole
Otis Poole (* 16. September 2007) ist ein britischer Leichtathlet, der sich auf den Hochsprung spezialisiert hat.

## Sportliche Laufbahn
Erste internationale Erfahrungen sammelte Otis Poole im Jahr 2025, als er bei den U20-Europameisterschaften in Tampere mit übersprungenen 2,19 m die Silbermedaille gewann.
2025 wurde Poole britischer Hallenmeister im Hochsprung.